# Ankyrine
Les ankyrines sont une famille de protéines qui interviennent dans la fixation des protéines membranaires intégrales au cytosquelette membranaire à base de spectrine - actine. Les ankyrines ont des sites de liaison pour la sous-unité bêta de la spectrine et au moins 12 familles de protéines membranaires intégrales. Cette liaison est nécessaire pour maintenir l'intégrité des membranes plasmiques et pour ancrer des canaux ioniques spécifiques, des échangeurs d'ions et des transporteurs d'ions dans la membrane plasmique. Le nom est dérivé du mot grec ἄγκυρα (ankyra) pour "ancre".

## Structure
Les ankyrines contiennent quatre domaines fonctionnels : un domaine N-terminal qui contient 24 répétitions d'ankyrine en tandem, un domaine central qui se lie à la spectrine, un domaine de mort qui se lie aux protéines impliquées dans l'apoptose et un domaine régulateur C-terminal qui est très variable entre les différents protéines d'ankyrine.

## Reconnaissance des protéines membranaires
Les 24 répétitions en tandem de l'ankyrine sont responsables de la reconnaissance d'un large éventail de protéines membranaires. Ces 24 répétitions contiennent 3 sites de liaison structurellement distincts allant des répétitions 1 à 14. Ces sites de liaison sont quasi-indépendants les uns des autres et peuvent être utilisés en combinaison. Les interactions que les sites utilisent pour se lier aux protéines membranaires sont non spécifiques et consistent en des liaisons hydrogène, des interactions hydrophobes et des interactions électrostatiques. Ces interactions non spécifiques confèrent à l'ankyrine la propriété de reconnaître un large éventail de protéines, car la séquence n'a pas besoin d'être conservée, seules les propriétés des acides aminés doivent l'être. La quasi-indépendance signifie que si un site de liaison n'est pas utilisé, cela n'aura pas d'effet important sur la liaison globale. Ces deux propriétés combinées donnent lieu à un large répertoire de protéines que l'ankyrine peut reconnaître.

## Sous-types
Les ankyrines sont codées par trois gènes (ANK1, ANK2 et ANK3) chez les mammifères. Chaque gène produit à son tour plusieurs protéines par épissage alternatif.

### ANK1
Le gène ANK1 code pour les protéines AnkyrinR. L'ankyrineR a été caractérisée pour la première fois dans les érythrocytes humains, où cette ankyrine était appelée ankyrine érythrocytaire ou band2.1. L'ankyrineR permet aux érythrocytes de résister aux forces de cisaillement subies dans la circulation. Les personnes dont l'ankyrineR est réduite ou défectueuse présentent une forme d'anémie hémolytique appelée sphérocytose héréditaire. Dans les érythrocytes, AnkyrinR relie le squelette membranaire à l'échangeur d'anions Cl−/HCO3.
L'ankyrine 1 relie le récepteur membranaire CD44 au récepteur de l'inositol triphosphate et au cytosquelette.
Il a été suggéré qu'ankyrine1 interagit avec KAHRP (montré via des pull-downs sélectifs, SPR et ELISA).

### ANK2

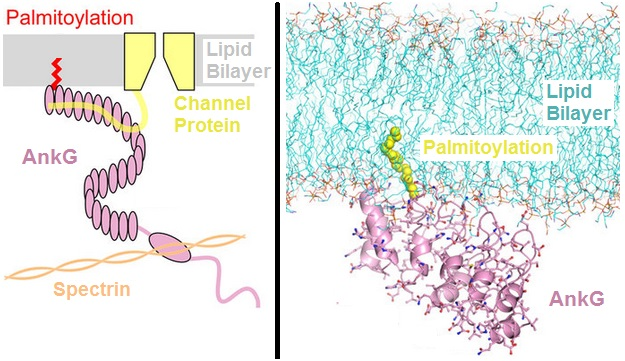
La palmitoylation gauche (rouge) ancre l'ankyrine G à la membrane plasmique. Droit Gros plan. Résidu de palmitoyle en jaune.

Par la suite, des protéines ankyrinB (produits du gène ANK2) ont été identifiées dans le cerveau et les muscles. Les protéines AnkyrinB et AnkyrinG sont nécessaires à la distribution polarisée de nombreuses protéines membranaires, notamment la Na+/K+ ATPase, le canal Na+ voltage-dépendant et l'échangeur Na+/Ca2+.

### ANK3
Des protéines AnkyrinG (produits du gène ANK3) ont été identifiées dans les cellules épithéliales et les neurones. Une analyse génétique à grande échelle menée en 2008 montre la possibilité qu'ANK3 soit impliqué dans le trouble bipolaire,.